# Steve Buscemi

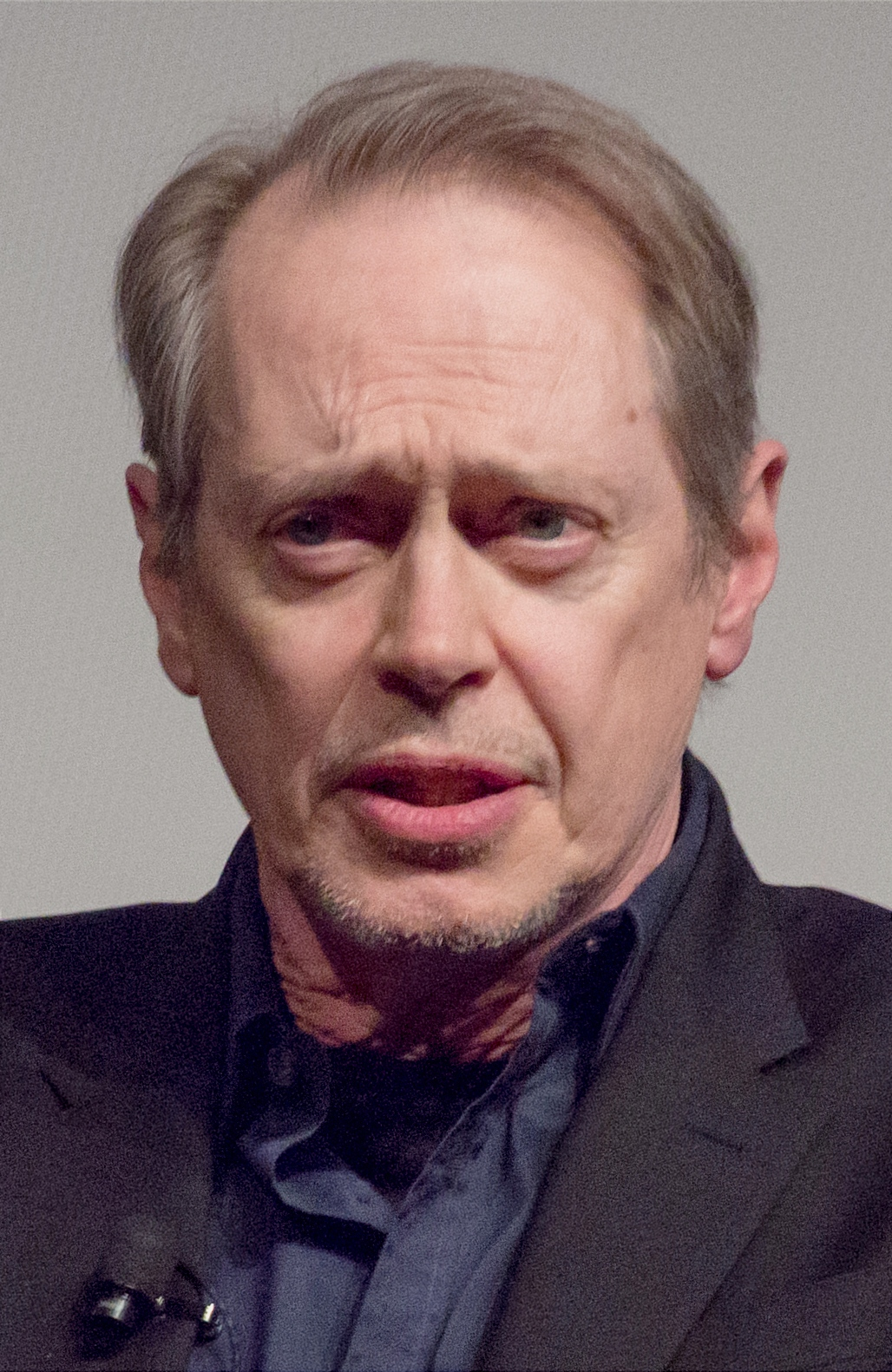
Steve Buscemi beim Tribeca Film Festival 2018

Steven „Steve“ Vincent Buscemi (bevorzugte Aussprache des Darstellers selbst [bʉˈsɛmi], italienisch [buʃˈʃɛːmi]; * 13. Dezember 1957 in Brooklyn, New York City) ist ein US-amerikanischer Film- und Bühnenschauspieler und Regisseur.

## Leben

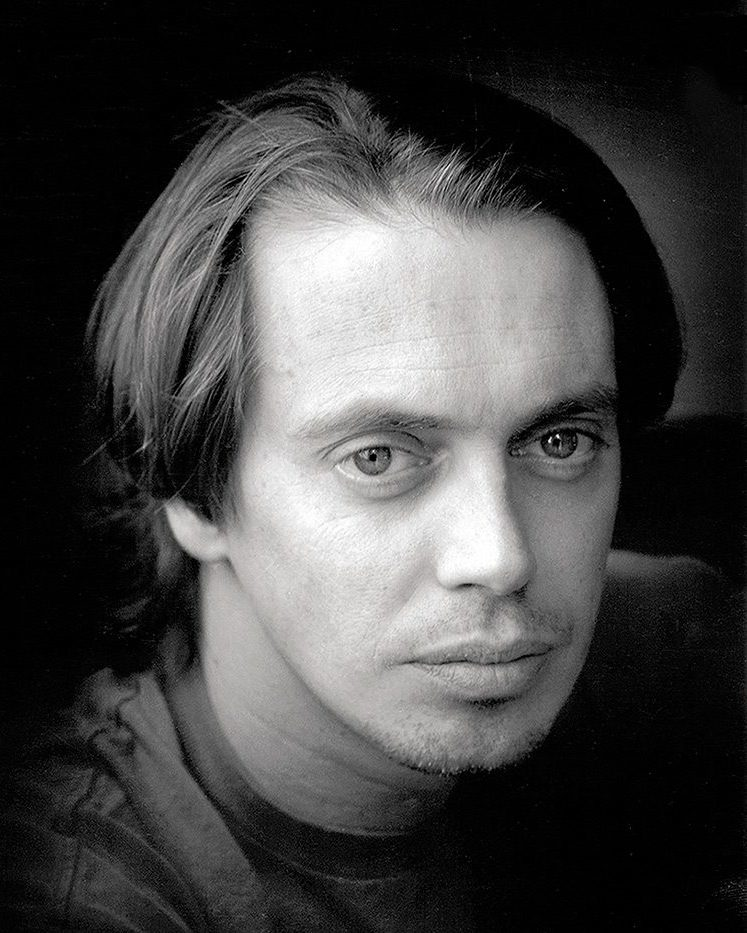
Buscemi im Jahr 1996

Nach dem Abschluss der Valley Stream High School im Nassau County auf Long Island arbeitete Steve Buscemi zunächst als Möbelpacker, Eisverkäufer und Feuerwehrmann. Nebenbei nahm er Unterricht am renommierten New Yorker Lee Strasberg-Schauspielstudio. Erste Bühnenerfahrungen sammelte er als Standup-Comedian und Performance-Künstler. Bei einem seiner Auftritte lernte er seine spätere Frau Jo Andres kennen.
1984 gab Buscemi in So wie es ist sein Leinwanddebüt. Seine erste größere Rolle spielte er zwei Jahre später in dem Aids-Drama Abschiedsblicke seines Förderers Bill Sherwood. Nach kleineren Auftritten in Miami Vice und L.A. Law arbeitete er 1990 für Miller’s Crossing erstmals mit den Coen-Brüdern, unter deren Regie er insgesamt sechsmal zu sehen war.
1992 gelang Buscemi mit Barton Fink (Coen-Brüder) und vor allem Quentin Tarantinos Debütfilm Reservoir Dogs der Durchbruch. Für seine Darstellung des Mr. Pink wurde er mit dem Independent Spirit Award ausgezeichnet. Seitdem gilt er als einer der größten Stars des unabhängigen Kinos und der skurrilen Komödien.
Mitte der 1990er war er unter anderem in Pulp Fiction von Quentin Tarantino (als Kellner), Das Leben nach dem Tod in Denver und Robert Rodriguez’ Desperado zu sehen. Seine Zusammenarbeit mit den Coens setzte er ab 1994 mit Hudsucker – Der große Sprung, Fargo und The Big Lebowski fort. Dank seines großen Bekanntheitsgrads wollte man mit ihm nun auch Mainstream-Produktionen wie Con Air, Armageddon und Big Daddy drehen. 1996 schrieb er das Drehbuch zu Trees Lounge, bei dem er auch Regie führte und das bei den Filmfestspielen in Cannes gezeigt wurde.
Im Jahr 2000 war er Model für Hennes & Mauritz.
Nach den Terroranschlägen vom 11. September 2001 arbeitete er nach über 15 Jahren wieder als Feuerwehrmann, um am Ground Zero in Zwölf-Stunden-Schichten Schutt zu beseitigen.
Ab 2001 arbeitete er zunächst regelmäßig als Regisseur an der erfolgreichen US-Fernsehserie Die Sopranos, bei der er in der fünften Staffel auch eine durchgehende Rolle übernahm.
Seit September 2010 war er in der HBO-Fernsehserie Boardwalk Empire zu sehen. Dort spielte er die Hauptrolle des Enoch „Nucky“ Thompson, dem Enoch L. Johnson als Vorbild diente.
Steve Buscemis Bruder Michael Buscemi ist ebenfalls Schauspieler, so in Interview (2007), Chuck und Larry – Wie Feuer und Flamme (2007), Trees Lounge (1996), Urlaubsreif (2014) oder dem Oscar-Gewinner BlacKkKlansman (2018).
Steve Buscemi war von 1987 bis zu ihrem Tod 2019 mit der Schauspielerin Jo Andres verheiratet, mit der er einen Sohn namens Lucian (* 1990) hat.

## Filmografie (Auswahl)

### Als Schauspieler
- 1983–1986: Not Necessarily the News (Fernsehserie, zwei Folgen)
- 1985: So wie es ist / Eurydice in den Avenuen (The Way It Is)
- 1985: Tommy’s (Kurzfilm)
- 1986: Abschiedsblicke (Parting Glances)
- 1986: Sleepwalk
- 1986: Miami Vice (Fernsehserie, Folge 3x07 El Viejo)
- 1987: Kiss Daddy Good Night (Kiss Daddy Goodnight)
- 1987: No Picnic
- 1987: Der Equalizer (The Equalizer, Fernsehserie, Folge 2x22 Re-Entry)
- 1987: Heart of a Champion (Heart)
- 1988: Arena Brains (Kurzfilm)
- 1988: Call Me – Verführung am Telefon (Call Me)
- 1988: Vibes – Die übersinnliche Jagd nach der glühenden Pyramide (Vibes)
- 1988: Crossbow (Fernsehserie, Folge 2x11 The Lost Crusader)
- 1988: Heart of Midnight – Im Herzen der Nacht (Heart of Midnight)
- 1989: Coffee and Cigarettes II (Kurzfilm)
- 1989: Der Ruf des Adlers (Lonesome Dove, Fernsehvierteiler, alle Folgen)
- 1989: New Yorker Geschichten (New York Stories)
- 1989: Großstadtsklaven (Slaves of New York)
- 1989: Borders (Kurzfilm)
- 1989: Mystery Train
- 1989: Bluthunde am Broadway (Bloodhounds of Broadway)
- 1990: Monsters – Bis das Blut gefriert (Monsters, Fernsehserie, Folge 2x14 Bed and Boar)
- 1990: Geschichten aus der Schattenwelt (Tales from the Darkside: The Movie)
- 1990: Force of Circumstance
- 1990: King of New York – König zwischen Tag und Nacht (King of New York)
- 1990: Miller’s Crossing
- 1991: Life Is Nice
- 1991: Zandalee – Das sechste Gebot (Zandalee)
- 1991: Barton Fink
- 1991: Billy Bathgate
- 1991: L.A. Law – Staranwälte, Tricks, Prozesse (L.A. Law, Fernsehserie, Folge 6x04 Spleen It to Me, Lucy)
- 1992: In the Soup – Alles Kino (In the Soup)
- 1992: What Happened to Pete (Kurzfilm)
- 1992: Reservoir Dogs – Wilde Hunde (Reservoir Dogs)
- 1992: Criss Cross – Überleben in Key West (CrissCross)
- 1992: Ein heißer Job (Who Do I Gotta Kill?)
- 1992: Verrückt nach dir (Mad About You, Fernsehserie, Folge 1x07 Token Friend)
- 1993: Twenty Bucks – Geld stinkt nicht, oder doch? (Twenty Bucks)
- 1993: Hol’ die Mama aus dem Sarg! (Ed and His Dead Mother)
- 1993: Trusting Beatrice (Claude)
- 1993: Die Wiege der Sonne (Rising Sun)
- 1993: Geschichten aus der Gruft (Tales from the Crypt, Fernsehserie, Folge 5x03 Forever Ambergris)
- 1994: Haltlos (Floundering)
- 1994: Hudsucker – Der große Sprung (The Hudsucker Proxy)
- 1994: Pulp Fiction
- 1994: Airheads
- 1994: The Last Outlaw (Fernsehfilm)
- 1994: Liebe bis zum Tod (Somebody to Love)
- 1994: Auf der Suche nach Jimmy Hoyt (The Search for One-eye Jimmy)
- 1994–1996: Pete & Pete (The Adventures of Pete & Pete, Fernsehserie, drei Folgen)
- 1994–2000: Saturday Night Live (Fernsehserie, drei Folgen)
- 1995: Living in Oblivion
- 1995: Homicide (Homicide: Life on the Street, Fernsehserie, Folge 3x14 End Game)
- 1995: Billy Madison – Ein Chaot zum Verlieben (Billy Madison)
- 1995: Desperado
- 1995: Das Leben nach dem Tod in Denver (Things to Do in Denver When You’re Dead)
- 1996: Fargo
- 1996: Schwarze Drachen (Black Kites)
- 1996: Trees Lounge – Die Bar, in der sich alles dreht (Trees Lounge)
- 1996: Kansas City
- 1996: Flucht aus L.A. (John Carpenter’s Escape from L.A.)
- 1997: Con Air
- 1997: Echt Blond (The Real Blonde)
- 1998: Drew Carey Show (The Drew Carey Show, Fernsehserie, Folge 3x15 Mr. Louder’s Birthday Party)
- 1998: Eine Hochzeit zum Verlieben (The Wedding Singer)
- 1998: The Big Lebowski
- 1998: The Impostors – Zwei Hochstapler in Not (The Impostors)
- 1998: Armageddon – Das jüngste Gericht (Armageddon)
- 1998: Louis & Frank
- 1999: Big Daddy
- 2000: The Animal Factory – Rache eines Verurteilten (Animal Factory)
- 2000: 28 Tage (28 Days)
- 2001: Double Trouble – Ein Cop auf Abwegen (Double Whammy)
- 2001: Ghost World
- 2001: Die Grauzone (The Grey Zone)
- 2001: Tödliches Vertrauen (Domestic Disturbance)
- 2001: Die Monster AG (Monsters, Inc, Stimme von Randall Boggs)
- 2002: Deadrockstar
- 2002: 13 Moons
- 2002: The Laramie Project
- 2002: Love in the Time of Money
- 2002: Mr. Deeds
- 2002: Spy Kids 2 – Die Rückkehr der Superspione (Spy Kids 2: Island of Lost Dreams)
- 2003: Mission 3D (Spy Kids 3D: Game Over)
- 2003: Coffee and Cigarettes
- 2003: Big Fish
- 2004–2006: Die Sopranos (The Sopranos, Fernsehserie, 14 Folgen)
- 2005: Who’s the Top? (Kurzfilm)
- 2005: Die Insel (The Island)
- 2005: Romance & Cigarettes
- 2005: Lonesome Jim
- 2006: Art School Confidential
- 2006: Paris, je t’aime
- 2006: Blitzlichtgewitter (Delirious)
- 2006: Monster House (Stimme von Nebbercracker)
- 2007: Interview
- 2007: Ich glaub, ich lieb meine Frau (I Think I Love My Wife)
- 2007: Chuck und Larry – Wie Feuer und Flamme (I Now Pronounce You Chuck & Larry)
- 2007–2009, 2012–2013: 30 Rock (Fernsehserie)
- 2008: Emergency Room – Die Notaufnahme (ER, Fernsehserie, Folge 14x19 The Chicago Way)
- 2008: John Rabe
- 2009: Rage
- 2009: Saint John of Las Vegas
- 2009: The Messenger – Die letzte Nachricht (The Messenger)
- 2009: Youth in Revolt
- 2010: Kindsköpfe (Grown Ups)
- 2010: Pete Smalls Is Dead
- 2010–2014: Boardwalk Empire (Fernsehserie)
- 2011: Rampart – Cop außer Kontrolle (Rampart)
- 2011: Portlandia (Fernsehserie, Episode 1x01 Farm)
- 2011: Fight for Your Right Revisited
- 2012: On the Road – Unterwegs (On the Road)
- 2012: Hotel Transsilvanien (Hotel Transylvania, Stimme von Wayne)
- 2013: Die Monster Uni (Monsters University, Stimme von Randall Boggs)
- 2013: Der unglaubliche Burt Wonderstone (The Incredible Burt Wonderstone)
- 2013: Kindsköpfe 2 (Grown Ups 2)
- 2013: Khumba – Das Zebra ohne Streifen (Khumba, Stimme von Skalk)
- 2014: Cobbler – Der Schuhmagier (The Cobbler)
- 2015: Hotel Transsilvanien 2 (Hotel Transylvania 2, Stimme von Wayne)
- 2016: Horace and Pete (Webserie, neun Episoden)
- 2016: Norman (Norman: The Moderate Rise and Tragic Fall of a New York Fixer)
- 2017: The Boss Baby (Stimme von Francis E. Francis)
- 2017: Lean on Pete
- 2017: The Death of Stalin
- 2017: Philip K. Dick’s Electric Dreams (Fernsehserie, Folge 1x04)
- 2018: Nancy
- 2018: Die Woche (The Week Of)
- 2018: Hotel Transsilvanien 3 – Ein Monster Urlaub (Hotel Transylvania 3: Summer Vacation, Stimme von Wayne)
- 2019: The Dead Don’t Die
- 2019–2023: Miracle Workers (Fernsehserie)
- 2020: The King of Staten Island
- 2020: Hubie Halloween
- 2022: Hotel Transsilvanien – Eine Monster Verwandlung (Hotel Transylvania: Transformania, Stimme von Wayne)
- 2023: Day of the Fight
- 2023: Vacation Friends 2
- 2024: The Shallow Tale of a Writer Who Decided to Write about a Serial Killer
- 2024: Transformers One (Stimme von Starscream)
- 2025: Animal Farm (Stimme)
- 2025: Happy Gilmore 2
- 2025: Wednesday (Fernsehserie)

### Als Regisseur
- 1996: Trees Lounge – Die Bar, in der sich alles dreht (Trees Lounge)
- 2000: The Animal Factory – Rache eines Verurteilten (Animal Factory)
- 2004–2006: Die Sopranos (The Sopranos, Episoden: Pine Barrens, Everybody Hurts, In Camelot, Mr. & Mrs. John Sacrimoni Request…)
- 2005: Lonesome Jim
- 2007: Interview
- 2015–2016: Portlandia (Episoden: House For Sale, Family Emergency, First Feminist City)
- 2022: The Listener

## Auszeichnungen

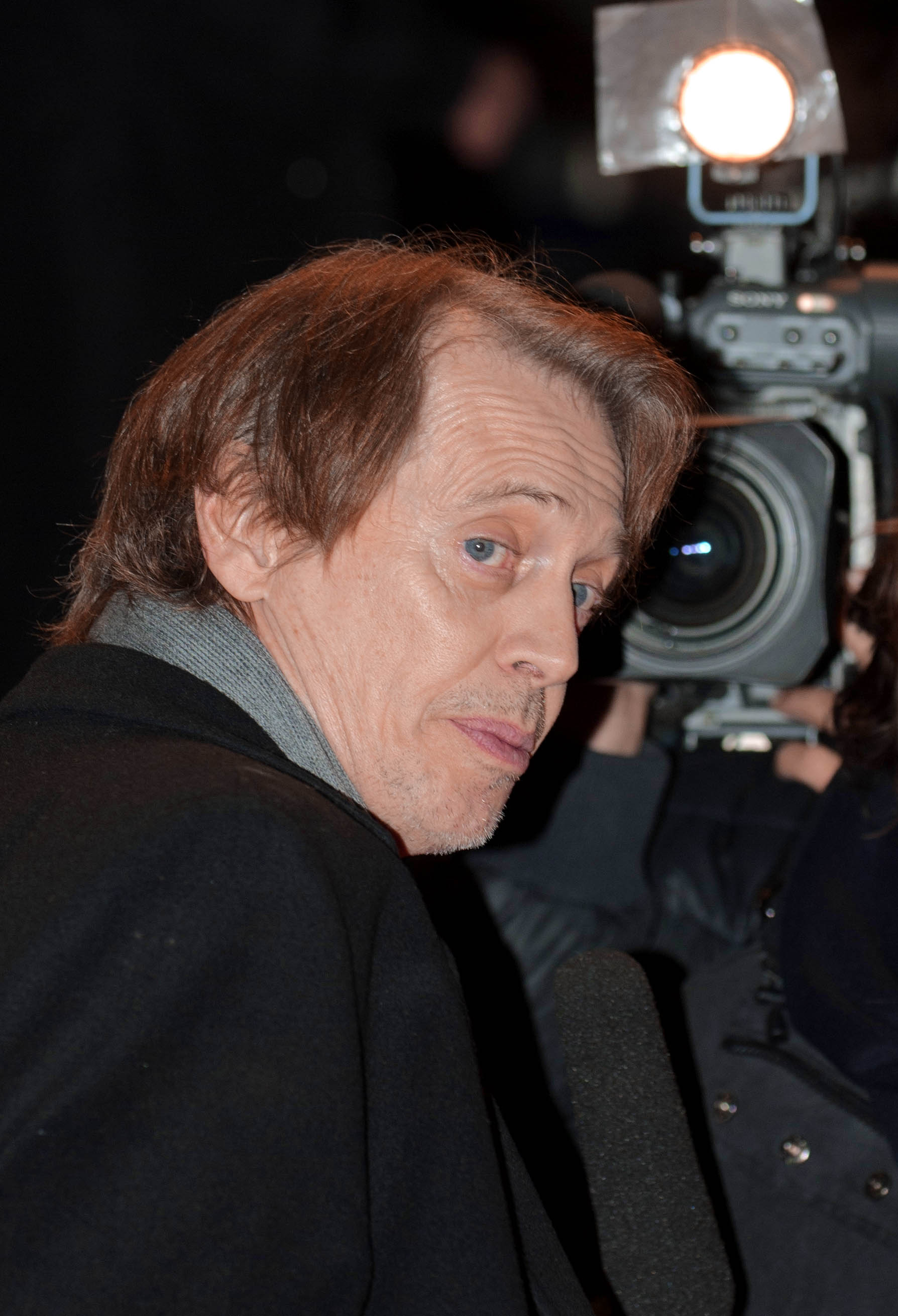
Buscemi bei der Premiere von John Rabe auf der Berlinale 2009

Buscemi ist zweifacher Preisträger des Independent Spirit Awards für seine Rollen in Reservoir Dogs und Ghost World. Für letztere war er 2002 auch für den Golden Globe Award nominiert. Für seine Nebenrolle in John Rabe war er 2009 für den Deutschen Filmpreis nominiert.
Als Hauptdarsteller der Fernsehserie Boardwalk Empire erhielt er 2011 einen Golden Globe sowie 2011 und 2012 jeweils einen Screen Actors Guild Award; 2011 und 2012 war er dafür jeweils für einen Emmy-Award nominiert.

## Synchronsprecher
Da Buscemi meist Nebenrollen spielt, wurde er in den deutschen Filmversionen von fast 20 verschiedenen Synchronsprechern gesprochen. Am häufigsten lieh ihm Santiago Ziesmer seine Stimme.